# Велико бяло братство ЮСМАЛОС
Вижте пояснителната страница за други значения на Бяло братство.
Великото бяло братство ЮСМАЛОС е украинска апокалиптична секта в Киев, Украйна.
Създадена е от бившата комсомолска активистка Мария Цвигун и бившия кибернетик Юрий Кривоногов.